# إدوارد بيري
إدوارد بيري (بالإنجليزية: Edward A. Perry) (و. 1831 – 1889 م) هو محامي، وقاضي أمريكي، كان عضوًا في الحزب الديمقراطي، ويحمل رتبة عسكرية فريق أول، توفي في تكساس، عن عمر يناهز 58 عاماً، بسبب سكتة.

## مناصب
تولى منصب حاكم ولاية فلوريدا ‏ (7 يناير 1885–8 يناير 1889)
.